# Dufflecoat

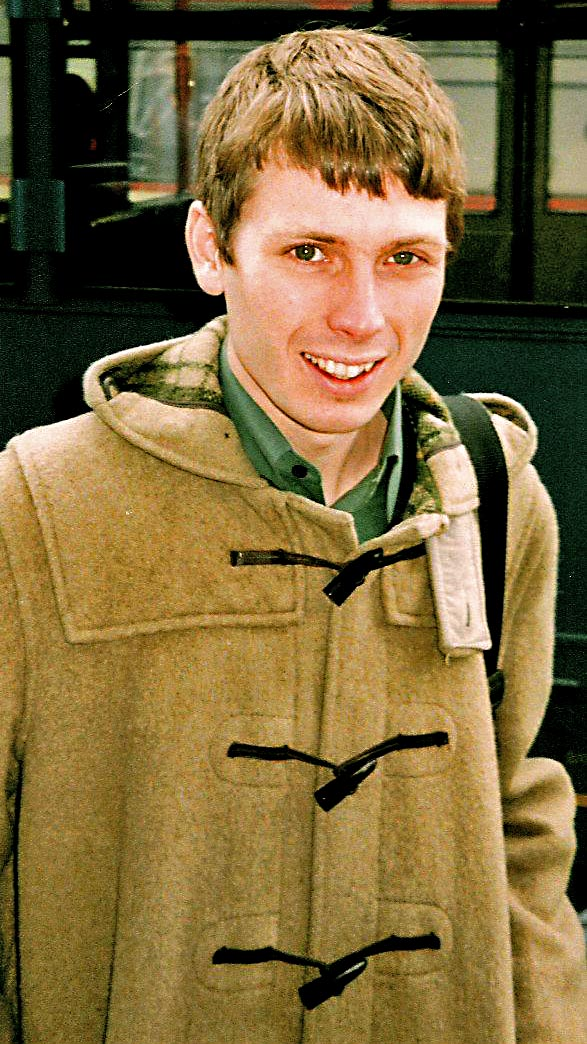
Alex Kapranos in einem Dufflecoat (2007)

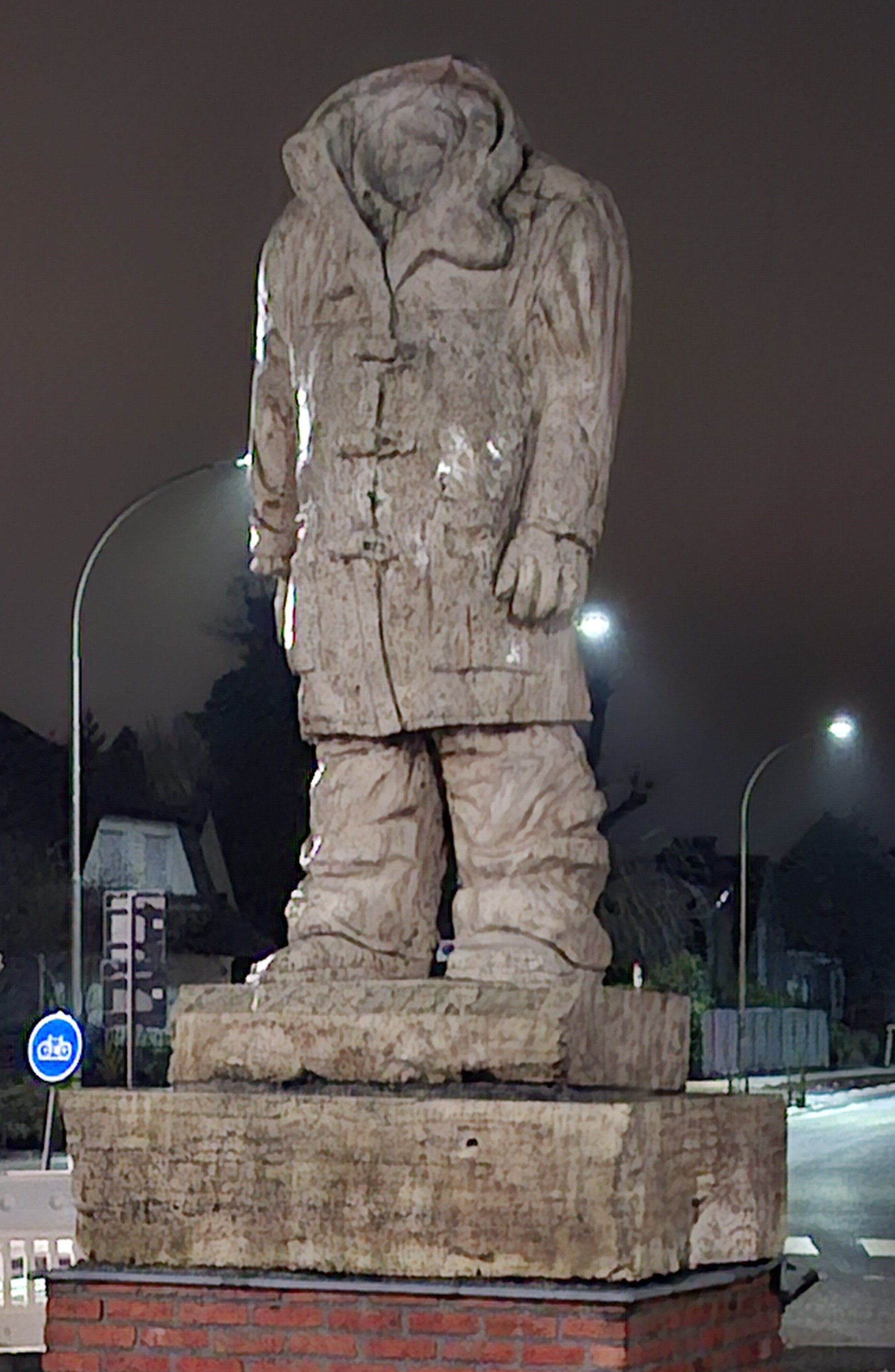
Statue De Duffelcoat in Duffel (2024)

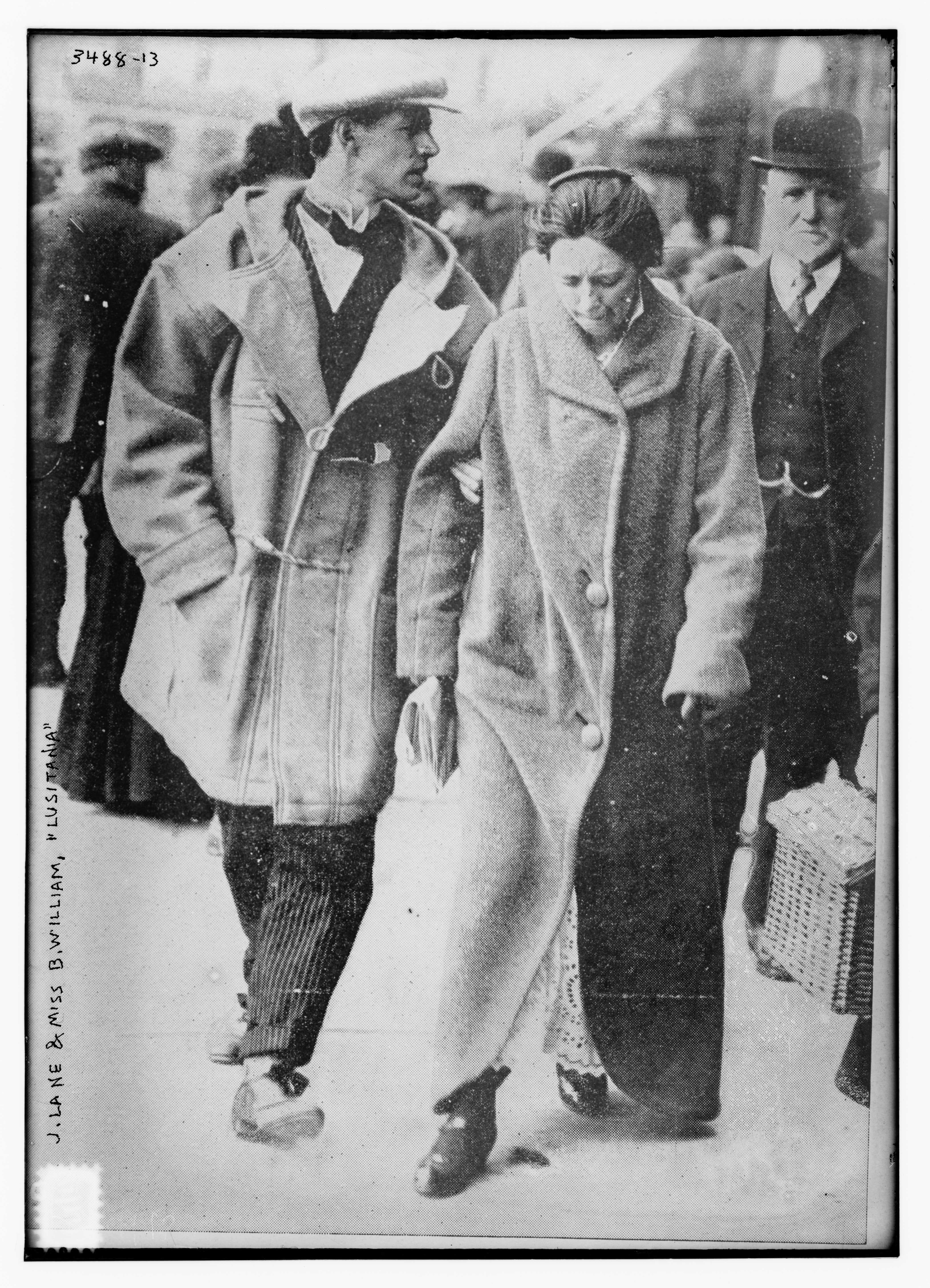
Links J. Lane im Dufflecoat (1910)

Ein Dufflecoat (eigentlich: engl. duffel coat) ist ein dreiviertellanger, einreihiger Mantel aus schwerem Wollstoff mit einer Kapuze und Knebelverschlüssen aus Horn oder Holz. Er ist das einzige klassische Mantelmodell, das noch über eine Kapuze verfügt.
Düffel ist die Bezeichnung des Stoffs, aus dem der Dufflecoat gefertigt ist. Der Name des Stoffs leitet sich ab von der Stadt Duffel (südlich von Antwerpen) in Flandern, Belgien, wo er ab dem 15. Jahrhundert hergestellt wurde.
Laut dem Oxford English Dictionary tauchte die Bezeichnung erstmals 1677 auf und beschrieb einen groben Wollstoff mit dichtem, flauschartigem Flor oder filzähnlichem Fries.
Die Herkunft des charakteristischen Schnitts ist nicht geklärt. Er wird zum einen auf den in der ersten Hälfte des 19. Jahrhunderts beliebten Polenrock zurückgeführt, zum anderen auf den Habit der Mönche. Besonders populär ist der Düffelmantel in Frankreich und Großbritannien.
Seit Anfang der 1890er Jahre werden Dufflecoats hergestellt, ursprünglich für die Matrosen der Royal Navy. Seit dem Zweiten Weltkrieg beliefert der älteste Duffelcoat-Hersteller Original Montgomery sämtliche Truppenteile mit dieser Mantelvariation.

## Montgomery-Mantel
Einer der bekanntesten Dufflecoat-Träger war im Zweiten Weltkrieg der britische Feldmarschall Bernard Montgomery, im Englischen und Niederländischen wird der Dufflecoat daher häufig als „Monty coat“ oder kurz als „Monty“ bezeichnet. In der Modebranche wird unter einem „Montgomery-Mantel“, oder einfach Montgomery oder „Monty“ ein besonders robuster Dufflecoat als Wettermantel verstanden. Er hat die klassische Form mit der Funktionalität eines Kurzmantels. Eine ähnliche Funktion erfüllt der „Stadionmantel“, ein Mantel im Trenchcoatstil.

## Duffle Bag
Der Duffel bag oder Duffle bag ist eine große, zylindrische Reisetasche, die in der Art eines Seesacks oben mit einer Schnur verschlossen wurde.
Ursprünglich wurden diese Taschen ausschließlich in der flandrischen Stadt Duffel hergestellt.
Ursprünglich wurde der Duffelbag aus dem gleichen schweren belgischen Wollstoff gefertigt wie der Dufflecoat, heute ist er überwiegend aus Canvas.
Später wurde der Begriff auch auf große Sport- oder Reisetaschen angewandt, die an Trageschlaufen horizontal liegend getragen werden, einen festen Boden haben und oben mit einem Reißverschluss verschlossen werden.